# Барези (жупа)
 По попису¹ дукљанских жупа, Барези се се спомиње у опису подјеле земље, послије смрти краља Доброслава (Војислава). Налазила се сјевероисточно од Скадра. Тамо су видљиве развалине Маја Балезит или Балеча (Balecium; Baleyo; Balleco; Ballesio; Baleyi; Balec) малог епископског града (на путу Скадар – Дукља) на ријеци Ријоли, која се улива у Скадарско језеро.
У близини жупе Барези, значајно мјесто је Скадар (старије Scodra ; млађе Scutarum или Rosafa). Плиније за овај утврђени гад каже да је у античко вријеме био готово неприступачан. Налазио се у пространом Скадарском пољу (у Барском родослову, називаном: „plantia civitatis Scodrinae“ на узвишењу између ријека Бојане, Кири и Дримца). Као утврђено мјесто, био је од стране Византије опсједан у X вијеку. Не зна се који су дјелови града припадали дукљанском периоду, а био је резиденција дукљанских владара, који су тамо имали „двор“ и „тамницу“ (у коју су по Барском родослову, бацани противници краља Бодина). За касније дворе (Немањића и Балшића) зна се да су били на обали Дримца. Са врха брда (акрополиса) Скадар се током средњег вијека спуштао и ширио низ падине бријега, до равнице на истоку (данашње предграђе Табаки) што је тек у XV вијеку обухваћено зидинама. У близини Скадра, осим Балеча, налазили су се мали бискупски градови : Сапа, Дањ и Дриваст.
¹Глава XXXIX Барског родослова.